# 삼성 갤럭시 탭 3 라이트
삼성 갤럭시 탭 3 라이트(Samsung GALAXY Tab 3 Lite)는 삼성전자가 제조/판매하는 안드로이드 태블릿 컴퓨터다.
2014년 1월 19일에 발표하여, 2014년 2월 14일에 출시하였다.

## 연혁
- 2014년 1월 19일 : 제품 공개[2]
- 2014년 2월 : 제품 출시

## 색상
- 블랙
- 화이트

## 운영 체제/소프트웨어

### 안드로이드 4.2 젤리빈
안드로이드 OS 4.2.2 젤리빈을 탑재하여 출시했다.

## 같이 보기
- 삼성 갤럭시 탭 3 7.0
- 삼성 갤럭시 탭 3 8.0
- 삼성 갤럭시 탭 3 10.1
- 삼성 갤럭시 탭 4 7.0
- 삼성 갤럭시 탭 4 8.0
- 삼성 갤럭시 탭 4 8.0